# Садиба графів де Бальменів
Садиба графів де Бальменів — архітектурна та садово-паркова спадщина графів де Бальменів у селищі Линовиця.

## Історія

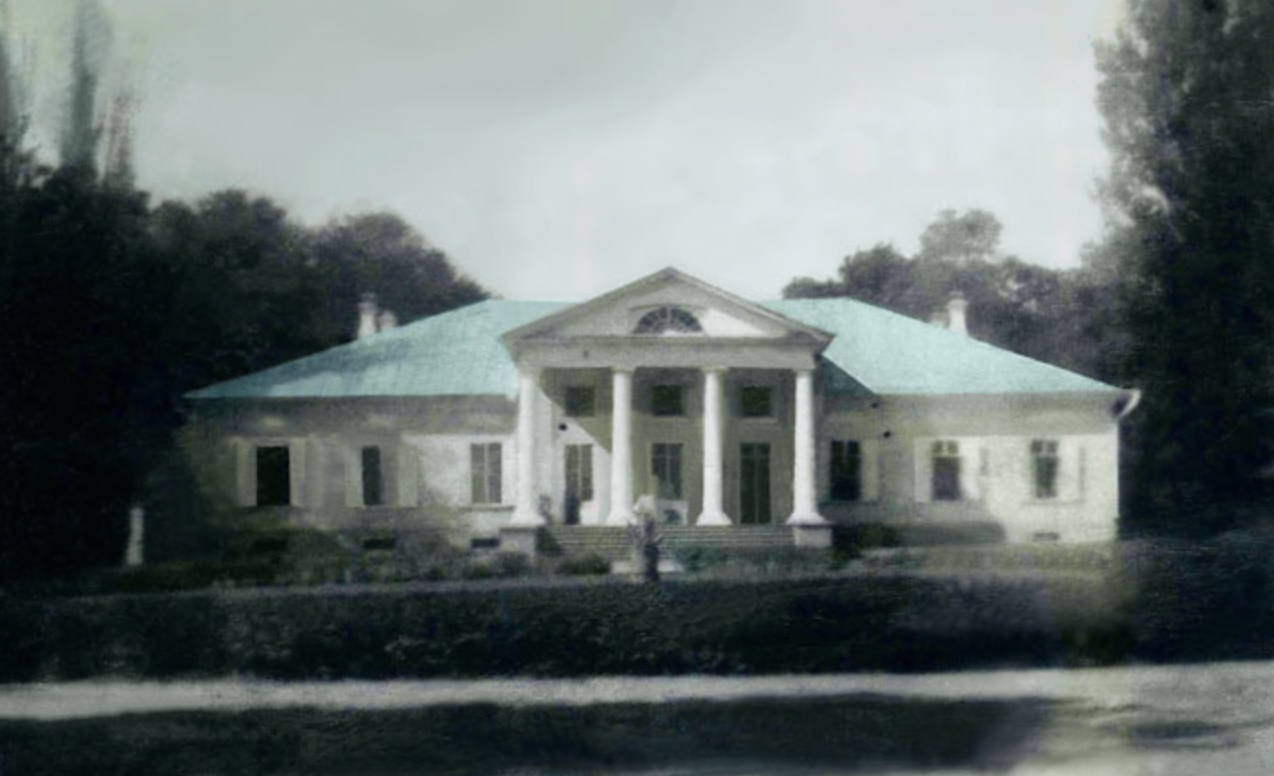
Садибний будинок де Бальменів на фото 1917 року

У 1781 р. частину села Ліновиця викупила Марія Башилова, яка згодом відпише линовицький маєток у приданий графу Петру Антоновичу де Бальмену. Старий будинок буде зламаний і збудований новий, кам'яний із двома флігелями. Будівництво було закінчено у 1796 році, а у 1819 р. було освячено кам'яний храм на честь Успіння Пресвятої Богородиці, збудований на честь перемоги над Наполеоном.
У графа Петра Антоновича було два брати Олександр та Карл. Карл загинув у битві під Бородіно, а Олександра після закінчення вітчизняної війни було призначено російським комісаром на острів святої Єлени — перебувати при Наполеоні. Одружившись там з падчеркою губернатора Гутсон Лоу, він отримав після смерті Наполеона кілька речей з його обстановки, які зберігалися в линовицькому маєтку.
Поступово садиба перетворюється на культурний острів Прилукщини. Тут збирався гурток найцікавіших людей на той час: письменники Котляревський, Гребінка, Афанасьєв-Чужбинський, Кукольник, Муравйов-Апостол; художники: Крендовський, Рабус, Шевченко, Резанов, Тучкін.
Відомий митець і краєзнавець Л. М. Жемчужников так описує Ліновицю XIX ст: «З широкого шляху був поворот до Ліновиці, куди вела абсолютно гладка і пряма дорога. Зліва виднілося в зелені село з білою кам'яною церквою, а прямо маєток власників. Білий кам'яний будинок з колонами та мезоніном стояв посередині. Пірамідальні тополі та біла акація прикрашали огорожу та в'їзні ворота».

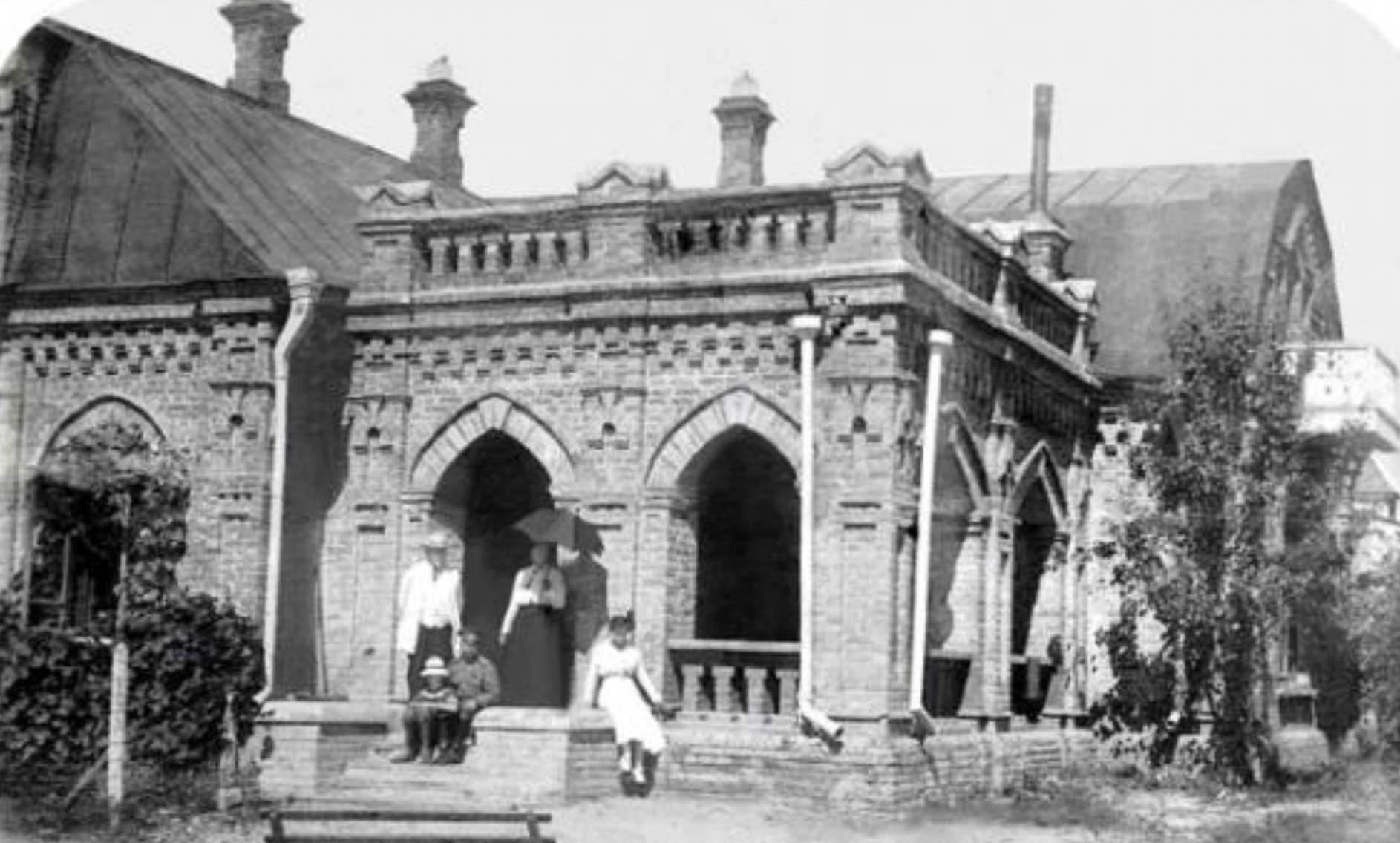
Флігель маєтку де Бальменів на фото 1917 року

Особливою окрасою маєтку де Бальменів були: домашня бібліотека, у якій були перші видання майже всіх класиків Європи. Картинна галерея, в якій були роботи Т. Г. Шевченка, Л. М. Жемчужникова та інших відомих художників того часу. Музей складався з великої кількості мисливської зброї, а головним експонатом музею був приватний письмовий стіл Наполеона Бонапарта.
Тут перебував Яків Петрович де Бальмен (1813—1845) — письменник, художник, офіцер і друг Т. Г. Шевченко, якому той присвятив поему «Кавказ». Саме його попросив Тарас Григорович намалювати ілюстрації для своєї поеми «Гайдамаки». Є припущення, що Яків Петрович так само ілюстрував один із крайніх за революційним духом творів Т. Г. Шевченка — «Сон».
Коли, у 1847 р. члени Кирило-Мефодіївського товариства, Костомаров, Шевченка, Гулак, Білозерський, Маркевич та ін., були схоплені, Шевченку було поставлено питання: "хто ілюстрував рукописну книгу ваших творів, і чи не належить той, хто стільки займався вашими віршами, до зловмисних слов'яністів? Шевченко відповів: «ілюстрував мої твори граф Яків де Бальмен, який служив ад'ютантом у одного з корпусних генералів і вбитий на Кавказі в 1845 р.» А Костомаров взагалі назвав графа автором твору.
1843 року Т. Г. Шевченко гостював у Якова Петровича. До нашого часу в парку зберігся 400-річний величезний дуб «Три брати», під яким на величезному камені любив відпочивати художник.
Де Бальмени не шкодували грошей на парк, що тепер носить ім'я Т. Г. Шевченка. Парк площею близько 17 га був закладений у першій половині 18 ст. на основі природної діброви біля річки Удай, у долині якої було створено три ставки. Особливою архітектурною окрасою парку була оглядова арка із в'їзними воротами (каприз). Відома письменниця Марієтта Шагінян відвідала Линовицю у 1940 р., збираючи матеріали для відомої своєї книги «Тарас Шевченко», і назвала ці ворота «Лицарським замком синьої бороди».
Гості де Бальменов любили підніматися на вежу, щоб спостерігати через різнокольорове скло за тим, як заходить сонце. У глибині парку було викопано штучне озеро, у самому центрі якого було споруджено штучний острів, названий «чайним». З берега до нього тягнувся канатний місток. Там де Бальмени разом із гостями пили чай, а навколо острівця плавали лебеді.
Від вежі до ставка пролягала широка алея — «Дзеркальна». Вона вражала всіх своєю красою і луною. З вежі було видно, як захід сонця відбивається в гладі води, немов у дзеркалі. Парк був закритий для простих мешканців села, їм дозволялося бувати в ньому лише двічі на рік — на свято Трійцю та Іоанна Хрестителя (Івана Купала).
В 1919 все майно садиби де Бальменов було розкрадено, а бібліотека знищена. Палац розібрали на цеглу, а основну територію маєтку передали під машинно-тракторну станцію, яка знаходиться досі. Вціліло лише три будівлі: стайня, в якій зараз автомайстерня, господарська споруда та будинок прислуги, та й то у сильно зміненому вигляді. Після ремонту історична будівля виглядає як сучасний будинок. Тільки невелика частина тильної сторони збереглася у первісному вигляді. Ця будівля належить місцевому сільгоспгосподарству.
У 1995 році була відновлена у первозданному вигляді Успенська церква.
Вежу відновили у 2021 році.

## Галерея

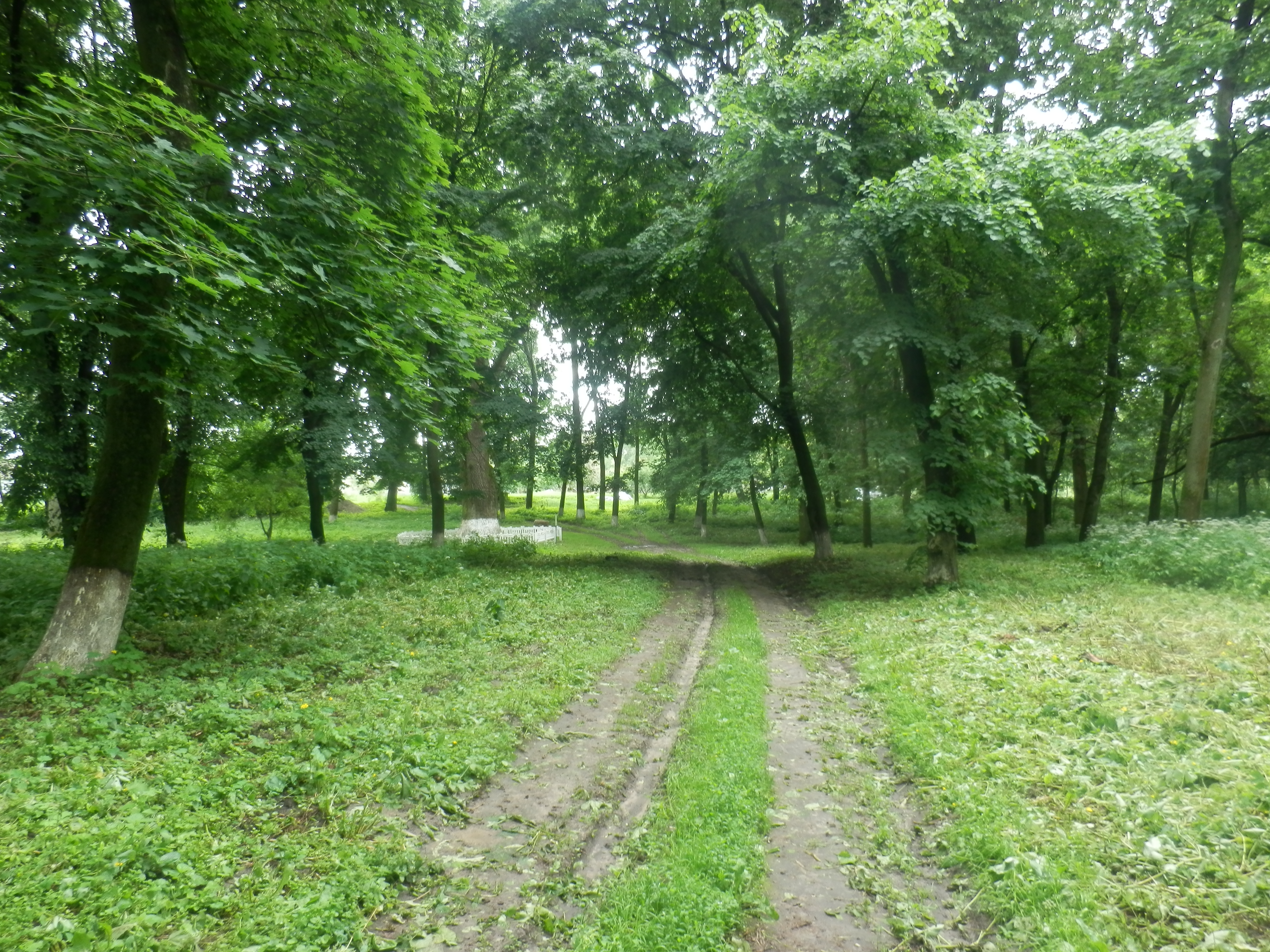
Парк
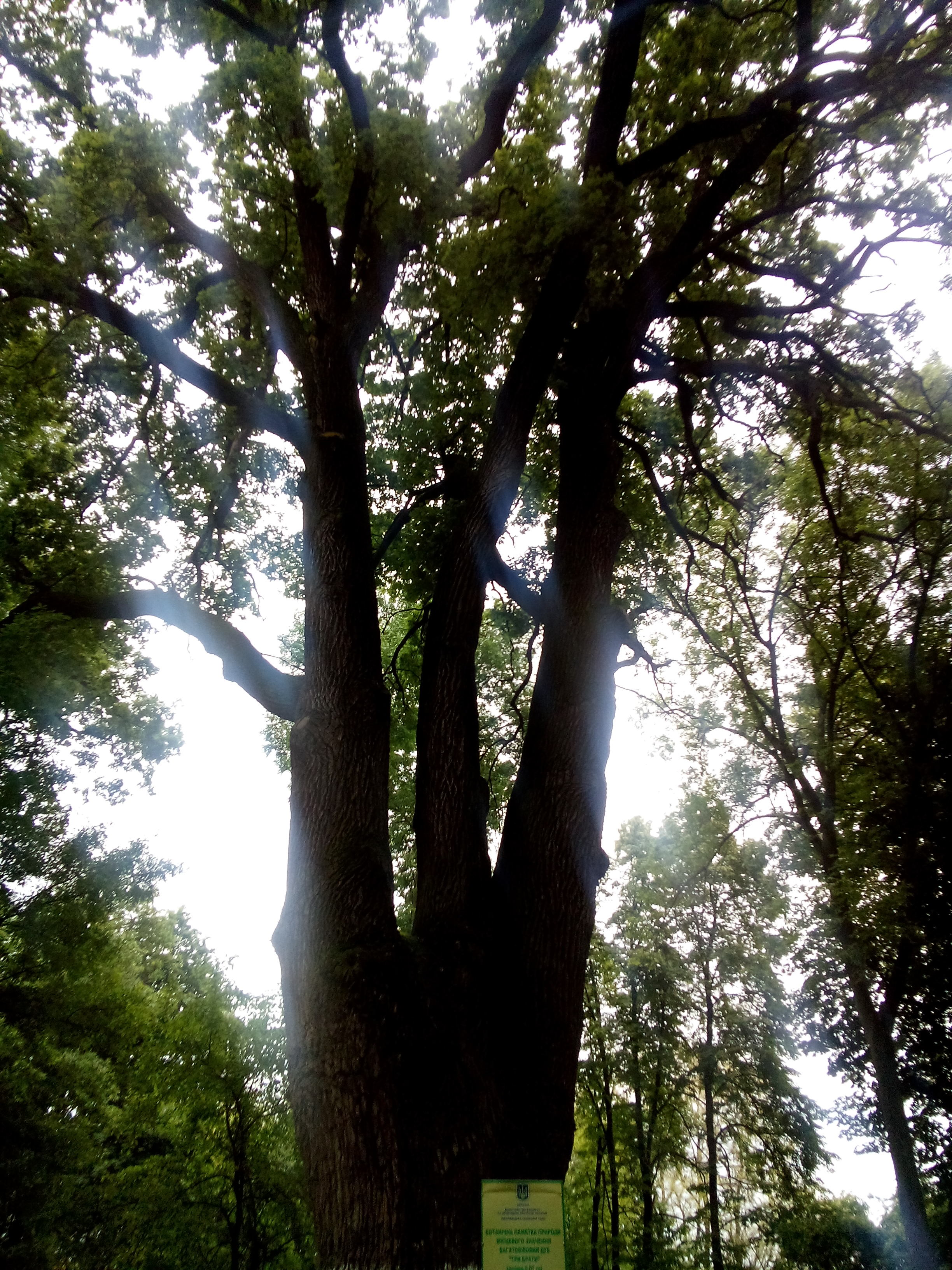
Багатовіковий дуб «Три брати»